# Cynomops abrasus
Cynomops abrasus är en fladdermusart som först beskrevs av Coenraad Jacob Temminck 1827.  Cynomops abrasus ingår i släktet Cynomops och familjen veckläppade fladdermöss.
Inga underarter finns listade i Catalogue of Life. Wilson & Reeder (2005) skiljer mellan fyra underarter.
Denna fladdermus förekommer från gränsområdet mellan Panama och Colombia till norra Argentina. Arten lever i skogar och jagar insekter.
Cynomops abrasus är sällsynt och den hotas kanske av skogsavverkningar. IUCN listar arten med kunskapsbrist (Data Deficient).